# Bayard (périodique)
Pour les articles homonymes, voir Bayard.
Cet article concerne le périodique Bayard publié de 1936 à 1962 par Bayard presse. Pour le périodique du même nom publié de 1964 à 1965 par Aventures & Voyages, voir Bayard (périodique, 1964).
 (octobre 2014).
Si vous disposez d'ouvrages ou d'articles de référence ou si vous connaissez des sites web de qualité traitant du thème abordé ici, merci de compléter l'article en donnant les références utiles à sa vérifiabilité et en les liant à la section « Notes et références ».
 (décembre 2018).
Bayard est un périodique de bande dessinée français publié de 1936 à 1962 par Bayard presse, date à laquelle il devient Record.

## Historique

### Avant la guerre
Bayard était un journal hebdomadaire catholique pour la jeunesse imprimé en couleurs et publié par Bayard presse. C'était le grand rival du Cœurs Vaillants (no 1 du 8 décembre 1929) de l' Union des œuvres catholiques de France (autre maison d'édition catholique pour la jeunesse). Lancé le dimanche 5 janvier 1936, à destination de 615 000 « petits gars de France », son format était plus petit et plus maniable (approximativement 26,7 x 37,7). Il remplace le journal l'Echo du « Noël ». La guerre interrompt sa parution en 1940 : le dernier numéro date du 9 juin 1940, no 232 (toutefois, la Maison de la Bonne Presse édite un album au premier semestre 1940 qui comprend les no 233 du 16 juin 1940 et no 234 du 23 juin 1940). La revue reparaît, provisoirement, quelques mois plus tard en zone libre, à Limoges, sous le nom de Jean et Paul : la numérotation suit celle de Bayard, no 233 du 15 décembre 1940, no 234 du 22 décembre 1940, etc. (de ce fait, il existe deux no 233 et deux no 234, d'une part sous le titre de Bayard, d'autre part sous le titre de Jean et Paul).
Le n° valait 0 fr. 25; l'abonnement annuel 12 fr. En juin 1938, il valait 35 centimes; l'abonnement annuel 15 fr. 50. En octobre 1938, il valait 40 centimes; l'abonnement annuel 18 fr. (mêmes prix en juin 1940).
L'hebdomadaire, arborant, en première page, la devise : « Sans peur et sans reproche », était destiné à tous les jeunes garçons âgés de moins de 15 ans et, notamment, aux Scouts. « Le Chevalier » s'adressait à eux en les appelant « Petits Bayards » ou « Bayards » (après la guerre, c'est tantôt « Bayard », tantôt « Le Chevalier Noir » qui s'adresse aux lecteurs - toujours avec la silhouette du Chevalier Noir dans un angle de l'encadré - et aux courriers des lecteurs, répond « Le Chevalier Noir »).
Les jeunes lecteurs étaient encouragés à créer des « Clubs Bayard », à vivre la devise citée ci-dessus, à porter l'insigne des « Bayards » (épée blanche, formant croix, sur un écu en émail couleur bleu de roi, bordé d'or ; sur le fond bleu se détachent les lettres S P - S R qui veulent dire : Sans peur, sans reproche.) et à respecter le « Code Bayard » :
1. Avant toutes choses, aimez, craignez et servez Dieu.
2. Soyez doux et courtois.
3. Soyez humbles et serviables à toutes gens.
4. Ne soyez mal-disant ni menteur.
5. Soyez sobre quant au boire et au manger.
6. Fuyez l'envie car c'est un vilain vice.
7. Ne soyez flatteur ni rapporteur.
8. Soyez loyal dans vos actes, tenez parole.
9. Portez secours aux faibles, aux veuves, aux orphelins.
10. Soyez charitable aux pauvres nécessiteux.

Dans le no 13 du 29 mars 1936, « Le Chevalier » expose les grandes lignes de son projet d'« armée de Bayard ! ». « Pour en faire partie, il ne suffira pas de porter l'insigne ni de lire le journal. Il faudra en plus passer des brevets pratiques et prouver qu'on est capable de rendre service à la maison, au patronage, à l'école, à l'église. Quand un Bayard aura passé les cinq ou six premiers brevets, par exemple, il méritera le grade de page. Pour devenir écuyer, il devra passer une seconde série de brevets ; et pour être chevalier, une troisième série, plus difficile. Le chevalier sera vraiment un type. Ces grades seront inscrits sur une carte d'identité qui sera remise au titulaire en présence de ses camarades et qu'il pourra présenter partout comme la meilleure référence... »
En dernière page du no 97 du 7 novembre 1937, un encart propose à la vente :
- les bérets Bayard, avec insigne brodé du Chevalier (deux qualités : 7 francs et 11 fr. 50 - port : 1 fr. 25 - Franco, par quatre bérets - Indiquer le tour de tête en centimètres.
- l'insigne brodé du Chevalier, pour béret, maillot, etc. (Franco contre 1 fr. 25 en timbres - par vingt : 20 francs franco).

« Tu es fier d'être Bayard, Montre-le en portant l'insigne » (no 97 du 7 novembre 1937).
Dans le no 222 du 31 mars 1940, l'insigne Bayard est proposé à la vente :
- insigne en émail : 4 fr. franco (l'insigne était vendu 3 fr. 50 franco en novembre 1937)
- insigne vieil argent : 2 fr. franco (l'insigne était vendu 1 fr. 75 franco en novembre 1937)
- insigne brodé : 1 fr.25 franco

Il représente le chevalier noir avec en pourtour le texte : BAYARD SANS PEUR ET SANS REPROCHE
Dans le même numéro, la revue propose à la vente le fanion Bayard :
- fanion Club : 17 francs franco (le fanion était vendu 15 francs en avril 1937)
- fanion pour vélo : 5 francs franco (le fanion était vendu 3 fr. 50 en avril 1937)
- fanion Bijou : 2 fr. 50 franco

Il représente dans un cercle noir (au cœur d'une épée blanche formant croix) le Chevalier noir; le mot BAYARD est inscrit verticalement à gauche du fanion.
Cette 1re formule de Bayard est très imprégnée de religion. Toutefois, beaucoup moins que Le Noël. Elle encourage bien sûr à l'apostolat mais surtout se veut le gardien de l'ordre moral de l'époque. Un ordre hérité des temps chevaleresques. Ses récits sont cependant variés, instructifs, assez pour en faire une revue ouverte sur son époque.
Les conditions de vie de l'époque donnent lieu à des saynètes décalées et volontairement ironiques.
Exemple, une saynète de René Duverne parue dans les no 95 et 96 des 24 et 31 octobre 1937 : les personnages sont identifiés de cette façon : Pierre (13 ans), Jean et Louis (11 et 12 ans), groupe d'élèves plus petits, l'Européen, le Chinois, le Nègre, le Peau-Rouge, le Polynésien. Les uns et les autres échangent, une véritable leçon de géographie, en temps réel. René Duverne les fait tous s'exprimer en bon français à l'exception du Nègre ! : Bondjour, mossié ! Bondjour, missié ! Et le fait chanter : Moi y en a zoli négro, Tout plein sympathique, Moi vinir vite au galop, Quand parler d'Afrique. Moi y en a laissé là-bas, Mon femme et tout' la smala ! Cit'une drôl' d'affair' mon vieux, Cit'une drôl' d'affaire !. Puis à une réflexion de Jean : Pas étonnant si les nègres sont noirs !, lui fait répondre : Voui, mon z'ami, mais ci bien commode d'être noir. Ti t'salis pas dans la poussière, au moins, et pis, si t'es en deuil, ton costume, il est tout à fait !. L'Européen refuse de s'asseoir à côté du Chinois : Hé là ! Pas à côté de moi, s'il vous plaît. Vous sentez mauvais !. L'Européen, toujours, salue d'un air condescendant le nègre : Bonjour ! Bonjour !. Le Nègre : Ji vas m'asseoir à côté de toi, ji suis un peu fatigué. L'Européen : Pas trop près, hein ! (plus bas) Il n'est peut-être guère plus propre que le Chinois !. Le Peau-Rouge avec son calumet de la paix est mieux accepté par l'Européen. Mais celui-là, comme celui-ci, regardent dédaigneusement le Polynésien.
De la même manière, il est intéressant de citer ici quelques articles parus avant guerre :
- Chauffage gratuit (no 127 du 5 juin 1938) : « Le chauffage central gratuit, voilà certes qui ferait l'affaire d'un grand nombre de nos lecteurs, et même de votre serviteur qui seraient ainsi dispensés de la toujours désagréable besogne du charbon et de la cave, obligatoire en hiver. Les habitants de Reykjawik, qui est, comme chacun sera heureux de se le rappeler, la capitale de l'Islande, avaient sur la question une opinion identique à la nôtre. On peut même assurer que leurs convictions étaient encore plus affirmées, car le climat de Reykjawik et de ses environs est un tantinet plus frisquet que celui de la banlieue niçoise. Ces braves gens viennent donc d'inventer - si invention il y a - un système leur permettant non seulement de se chauffer, mais encore de la façon la plus moderne et la plus économique, puisque absolument gratuite. A 30 kilomètres de la ville existent, en effet, de nombreux geysers dont les sources donnent en un an des millions de litres d'eau bouillante. Les habitants de Reykjawik ont établi une canalisation en béton qui amène l'eau dans la capitale où on la débite au moyen de pompes publiques. Plusieurs embranchements permettent de conduire cette eau jusque dans les maisons et ce, à la température avoisinant 100 degrés. C'est ingénieux, mais les Islandais ont l'énorme avantage d'avoir des geysers à leur disposition. Tandis que nous... Ne les jalousons cependant pas... »

- Le métro vieillit (no 146 du 16 octobre 1938) : « Un provincial, qui vient à Paris, prend le métro et grimpe à la Tour Eiffel. Si, de retour chez lui, il n'a pas accompli ces deux exploits on lui fera comprendre qu'il n'a pas vu Paris, car métro et Tour Eiffel sont deux choses spécifiquement parisiennes, qu'on ne trouve pas ailleurs. Pour les Parisiens, le métro fait partie de la vie courante et il leur semble qu'il en a toujours été ainsi; pourtant, le métro n'a que quarante ans, il est à peu près du même âge que sa sœur aérienne, la Tour Eiffel, qui porte toujours allègrement ses 300 mètres de ferraille et de boulons. C'est le 19 septembre 1898 que fut donné le premier coup de pioche du métro. La première ligne allait de Vincennes à la porte Maillot. Depuis, telle une gigantesque toile d'araignée, le métro a étalé ses galeries sous Paris tout entier. Maintenant, il pousse même des pointes en banlieue. Il n'est peut-être pas merveilleux au point de vue hygiène, on y est parfois serré comme des sardines en boîtes; mais sa rapidité compense tout cela, et puis, au fond, si Paris n'avait plus son métro, ce ne serait plus tout à fait Paris. Puis, c'est le moyen le moins cher de voyager. »

- Quand les mandarins viennent s'instruire à Paris (no 146 du 16 octobre 1938) : « Dernièrement on apprenait que quatre mandarins chinois venaient faire un stage à Paris pour s'initier aux méthodes de l'administration française. C'est flatteur pour nous de voir que des étrangers viennent s'inspirer de nos façons de travailler, mais ce n'est pas d'aujourd'hui que datent ces visites d'étude et d'amitié. Louis XIV, dont on vient de célébrer à Versailles le tricentenaire, avait déjà, en 1680, invité sept mandarins de premier rang à la cour. Malheureusement ces braves dignitaires, conduits par le Père Gayme, supérieur du Séminaire du Siam, périrent tous en mer. Le vaisseau qui les transportait, le Soleil de l'Orient, se perdit corps et biens dans les parages du cap de Bonne-Espérance. On connaît la politesse raffinée et les présents somptueux dont les Chinois sont coutumiers. Les sept mandarins étaient porteurs de lames d'or massif sur lesquelles étaient gravés des compliments dithyrambiques à l'intention de Leurs Majestés Royales, de Monseigneur le Dauphin et de M. Colbert. Au bout de quatre ans d'absence, le roi Phra Naï, leur maître, ne les voyant pas revenir, envoya à Paris d'autres mandarins sous la conduite du Père Bénigne Vachet. Plus heureux que leurs prédécesseurs, ceux-ci arrivèrent à bon port. Cette époque marque le début d'un échange de grandes ambassades entre la France et l'Orient. Les artistes et imagiers de l'époque ont perpétué le souvenir de la magnifique cérémonie du 1er septembre 1686, où Louis XIV recevait à Versailles toute une délégation composée de mandarins et de princes orientaux. Il est curieux de voir trois cents ans plus tard la République reprendre les usages de la Cour du Roi Soleil. »

Une probable erreur s'est glissée dans cet article. On y parle des présents somptueux dont les Chinois sont coutumiers. Or les mandarins venaient du Royaume de Siam. Il ne pouvait donc s'agir de Chinois.
- Une huître pour vingt personnes (no 158 du 8 janvier 1939) : « Ce n'est pas beaucoup, et ils n'ont même pas dû en sentir le goût. On comprendrait plutôt le contraire, car, à un amateur, vingt belles coquilles ne font pas peur. Oui, mais il y a huître et huître. Quand il s'agit d'un spécimen de près de 200 kilos, renfermant vingt livres de chair comestible, on peut aisément s'attabler à vingt pour l'avaler. L'huître géante dont il s'agit a été pêchée en Océanie. Elle avait 1,30 m de diamètre. Ce fut tout un travail pour la sortir de l'eau. Il fallut la hisser avec des cordages jusque sur le rivage. Les indigènes excellent d'ailleurs à ce travail vraiment périlleux. Les bords de l'huître coupent comme des lames de rasoir et peuvent trancher facilement les cordages d'une embarcation, à plus forte raison les membres d'un pêcheur maladroit. Une fois le monstre sur le sable, on tâche d'introduire un couteau dans la lunule, sorte de trou ou de bouche qui s'ouvre à un bout de la coquille, afin de trancher les tendons dans lesquels réside la force de la bête. Alors les valves s'ouvrent toutes seules. Si par malheur le pêcheur pose le pied dans la lunule de l'animal, alors qu'il a encore ses tendons, il est généralement perdu sans rémission, l'animal l'aspire à l'intérieur et le digère lentement. Voilà, je pense, de quoi faire réfléchir les gourmets audacieux qui voudraient pêcher des huîtres géantes. »

- Un campanile gratte-ciel (no 158 du 8 janvier 1939) : « C'est celui qui s'élèvera sur la place du Dôme à Milan et qui, avec ses 164 mètres, sera le plus haut du monde. Œuvre de l'architecte Viganò, dont Mussolini vient d'approuver la maquette, il sera bâti en marbre blanc, comme le dôme de la cathédrale, et comme le dôme également, en style gothique... Les visiteurs pourront en faire l'ascension jusqu'à une hauteur de 135 mètres, ce qui leur permettra de jouir d'un superbe panorama. On estime qu'il coûtera 60 millions de lires... Pour vous donner une idée de ce qu'il sera, les fondations à elles seules nécessiteront une année de travail... »

- Va-t-on « enterrer » la circulation à Paris ? (no 159 du 15 janvier 1939) : « C'est un projet très ingénieux, mais de très grande envergure, qui vient d'être déposé au ministère de l'Économie nationale. Il s'agirait de creuser dans le sol de Paris une série de tunnels permettant aux voitures de circuler, ce qui désencombrerait la surface où la circulation devient chaque jour plus difficile. Le sol de Paris est déjà considérablement miné par 186 kilomètres de métro, 1398 kilomètres d'égouts, 2900 kilomètres de conduites d'eau, 2640 kilomètres de conduites de gaz, 570 kilomètres de canalisations d'air comprimé et 11 kilomètres de canalisations de chauffage. La plus profonde station de métro étant à 30 mètres sous terre, c'est entre 30 et 60 mètres qu'il faudrait creuser les tunnels en question pour n'être gêné par rien et ne rien troubler. La capacité de ces voies souterraines permettrait d'y faire circuler 1200 à 2000 autos à l'heure. On pourrait ainsi traverser Paris d'Ouest en Est, soit 20 kilomètres, sans aller au-dessus; des rampes d'accès conduisant en surface seraient aménagées de place en place. En même temps que d'excellentes voies de communications, ces tunnels feraient des abris en cas d'attaque aérienne et permettraient de loger des réserves de vivres, de carburants, d'objets précieux. C'est tout un Paris souterrain qui naîtrait ainsi sous le Paris actuel. Jules Verne n'avait pas prévu ça. »

- Copiez-moi vingt fois... (no 225 du 21 avril 1940) : « Lorsqu'à l'école vous avez un peu trop estropié la langue française, le maître vous dit : "Vous me copierez vingt fois la règle du participe passé !" espérant bien ainsi vous la faire entrer dans la mémoire. Cette méthode doit avoir du bon. Et le chef de police dans l'État de Wisconsin, aux États-Unis, l'emploie pour apprendre les règles de la circulation aux automobilistes qui les ont oubliées. Tout automobiliste, qui va plus vite qu'il n'est souhaitable ou qui a oublié d'allumer ses phares, ou même qui a renversé un piéton, est aussitôt arrêté et conduit au poste de police, où il comparaît devant le commissaire Morgan, qui le fait entrer dans une salle spéciale que les agents ont baptisé "la classe de calligraphie", et l'ayant mis en présence de tout ce qu'il faut pour écrire, lui dit : "Copiez-moi donc vingt fois l'article 254 du Code de la route que vous semblez ne pas connaître !" Il paraît que cette méthode donne de bons résultats. Quels gens curieux tout de même que ces Américains ! »

Et aussi de l'anticipation à la Jules Verne, mais après la guerre :
- L'homme ira dans la lune en l'an 2000 (n° 251 du 23 septembre 1951) : « - Comment ? Le Chevalier  Noir répète tout le temps que Bayard est un journal vrai, et Pierre Levasseur va nous raconter tout au long Destination : Lune ? Ça promet d'être intéressant, d'accord; mais ce n'est pas vrai. Alors ? - Doucement, mes amis. Le voyage dans la lune n'est pas encore une chose faite, mais ce n'est pas une chose IMPOSSIBLE. Tout récemment, les savants de la Société britannique des voyages interplanétaires ont déclaré que vers l'an 2000, peut-être même vers 1975, l'homme pourra réaliser un voyage aller et retour de la terre à la lune. En ce moment, des savants du monde entier mettent au point ce projet. Le principal objet de leur étude est la construction et la mise en place d'une petite planète artificielle tournant autour de la terre à plusieurs centaines de kilomètres au-dessus de la couche atmosphérique. À cette distance, le nouveau satellite ne subira plus l'attraction de la terre et pas encore celle de la lune : il restera donc immobile et pourra servir de poste de relais pour le futur voyage Terre-Lune. Les premiers essais se feront avec des fusées téléguidées munies d'appareils de télévision. Avec les renseignements fournis on pourra préparer le premier voyage des hommes sur la lune. »

Finalement, le premier voyage dans la lune se fera en 1969 au cours de la mission spatiale Apollo 11.

### Après la guerre
Bayard 1re série de  (no 1 du 8 décembre 1946 au no 499 du 24 juin 1956) aura un format plus petit (approximativement 18,7/26,7). N° vendu 5 francs.
Nous sommes après la guerre ; le ton général du journal est moins marqué par la religion ; du moins n'y a-t-il plus cette volonté de faire des jeunes lecteurs des missionnaires en herbe. Sans doute, ses rédacteurs entendent-ils s'adresser à un public plus large. Cependant, une place est laissée à de longs épisodes religieux tels la Bible ou la vie de Jésus; et plusieurs histoires sont flanquées de héros croyants vivant leur Foi. Les 2e et 3e séries se laïciseront encore davantage. Le souci sera davantage de présenter des hommes intègres, généreux, humains, tolérants.
2e série (no 1 du 1er juillet 1956 au no 250 du 9 avril 1961) aura un format légèrement plus grand (approximativement 21,5/30), imprimée en offset. N° vendu 25 francs.
3e série, enfin, (no 1 du 16 avril 1961 au no 40 du 14 janvier 1962) aura un format plus réduit que le précédent (approximativement 20,5/29). N° vendu 0,45 NF.

## Contenus

### Bandes dessinées
Diverses aventures méritent d'être mentionnées (liste non exhaustive) :

#### Genre biographie
- Invincible, scénario de Michel Bernard (tiré de la vie d'un prêtre de Turin appelé aujourd'hui saint Jean Bosco, dessiné par J.Y. Rochefort : du 27 février 1949 au 11 septembre 1949, no 117 à 145;
- Je veux être prêtre, la vie du curé d'Ars raconté par Marie-Paul Sève et imagée par Loÿs Pétillot, du 2 novembre 1958 au 20 septembre 1959, no 123 à 169;
- Monsieur Vincent, la vie de saint-Vincent-de-Paul, imagée par Loÿs Pétillot, du 24 janvier 1960 au 22 mai 1960, no 187 à 204;

#### Genre chevaleresque
- Le Chevalier inconnu, une histoire de chevalerie, d'après le roman de Charles Foleÿ La reine de Bohême et ses sept châteaux (inspiré par l'œuvre de Charles Nodier, 1830), adapté par André Divajeu (Père Assomptionniste André Sève), illustré par Loÿs : du 9 mars 1952 au 28 décembre 1952, no 275 à 317;
- la saga médiévale de Thierry de Royaumont, seigneur fictif du Moyen Âge et éternel fiancé de la belle Leïla de Coucy, de Jean Quimper (autre pseudonyme d'André Sève), illustrée par Pierre Forget : le Secret de l'Émir, inspiré de Raoul du Vertfaucon de Max Colomban (du 9 août 1953 au 10 octobre 1954, no 349 à 410); La Couronne d'épines (du 24 avril 1955 au 25 décembre 1955, no 438 à 473); l'Ombre de Saïno (du 31 mars 1957 au 25 mai 1958, no 40 à 100); Pour sauver Leïla (du 5 octobre 1958 au 18 octobre 1959, no 119 à 173);
- Le grand voyage du prince Offa : du 1er mai 1960 au 29 mai 1960, no 201 au 205;
- Le dernier des Penmarch, une histoire de Belloni et de Battaglia adaptée par Jean-Simon Rutalais : du 5 juin 1960 au 7 août 1960, no 206 à 215;
- Jehan et le mystère de Pontpierre : du 1er octobre 1961 au 14 janvier 1962, no 25 au no 40;

#### Genre fiction
- Tony Sextant, chevalier de l'espace, texte de Jean Acquaviva, illustré par Julio Ribera : du 14 juillet 1957 au 21 septembre 1958, no 55 à 117; Rendez-vous à Tycho, 2e épisode des aventures de Tony Sextant : du 5 octobre 1958 au 24 janvier 1960, no 119 à 187; Syrtys Major ne répond plus, 3e épisode des aventures de Tony Sextant : du 5 juin 1960 au 27 novembre 1960, no 206 à 231; Deïmos, le satellite d'acier, 4e épisode des aventures de Tony Sextant : du 18 décembre 1960 à 11 juin 1961, no 234 à 9 (no 9 de la série débutant le 16 avril 1961);

#### Genre historique
- La clé d'Antar, adaptation de Jean-Simon Rutalais: du 1er janvier 1956 au 24 juin 1956, no 474 au 499; il s'agit de l'histoire de Larth un jeune étrusque vivant au VIIe siècle av. J.-C. alors que Rome n'était qu'une petite bourgade...;
- Pour Notre-Dame, un grand récit historique, dont la trame se déroule en Irlande, adapté par Jean-Simon Rutalais, illustré par G. Ferrari, d'après le texte de Atamante : du 13 juillet 1958 au 26 octobre 1958, no 107 à 122;
- Velthur le pacifique, un grand récit historique adapté par Pierre Mérou, illustré par de Luca : du 14 septembre 1958 au 15 février 1959, no 116 à 138;
- Ben Hur, scénario de R. de Barba, dessins de A. Sciotti, adaptation de Jean-Simon Rutalais : du 7 février 1960 au 24 avril 1960, no 189 au 200;
- Spartacus, du 19 mars 1961 au 14 mai 1961, no 247 à 5 (no 5 de la série ayant commencé le 16 avril 1961);

#### Genre militaire
- Du Tchad au Rhin, l'épopée du Gal Leclerc (Philippe de Hautecloque) : du 9 mai 1948 au 12 décembre 1948, no 75 à 106;
- Parachutés au Laos, de Tony Verdon, illustré par Perrin-Houdon: du 14 janvier 1951 au 5 août 1951 no 215 à 244 & du 19 août 1951 au 2 mars 1952, no 246 à 274;

#### Genre policier
- Jo Kriss, Prince des dédectives, par Arsène Brivot : histoires dessinées sans suite, du 9 ou 16 juillet 1939 au 15 octobre 1939, no 184 ou 185 à 198 (l'aventure existe dans le no 185 du 16 juillet 1939);
- Goupillon, Détective Amateur, par H. Fox : du 8 décembre 1946 au 19 janvier 1947, no 1 à 7;
- Riquet triomphe, par E. Regnault : du 4 décembre 1949 au 25 juin 1950, no 157 à 186;
- Pilou détective, aventure policière racontée et dessinée par Paul Astruc, du 11 mai 1952 au 4 janvier 1953, no 284 à 318;
- La patrouille des aigles, scénario de Jean Forez d'après le livre d'André Dassart, illustré par Perrin-Houdon : du 15 mars 1953 au 2 août 1953, no 328 à 348;
- Banda-Tanga, un scénario d'Acquaviva, illustré par Alain d'Orange : du 9 août 1953 au 4 avril 1954, no 349 au 383; Uranium, 2e épisode de Banda-Tanga avec les héros Pat et Big Ben : du 6 juin 1954 au 7 août 1955, no 392 au 453;
- À travers les siècles par Chakir : du 28 mars 1954 au 15 août 1954, no 382 à 402;
- les aventures de Tacotac par Chakir : Quand les Barbus se font raser... : du 9 janvier 1955 au 23 octobre 1955, no 423 au 464; Tacotac contre Sadga : du 30 octobre 1955 au 24 juin 1956, no 465 au 499;
- Stop au signal rouge !, scénario de Chosalland, dialogues de Jean Acquaviva, images de Larraz : du 1er juillet 1956 au 7 juillet 1957, no 1 à 54;
- Type Cérès 1849, une aventure en anglais et en français réalisée par Mirot : du 18 novembre 1956 au 11 août 1957, no 21 à 59;
- Pas de chewing-gum à gogo !, une aventure en anglais et en français réalisée par Mirot : du 25 mai 1958 au 11 octobre 1959, no 100 à 172;
- L'énigmatique M. Paul, par Chakir : du 27 septembre 1959 au 18 septembre 1960, no 170 au 221;
- Le disparu de l'île de Ré, par Chakir : du 2 octobre 1960 au 1er octobre 1961, no 223 à no 25 (no 25 de la série débutant le 16 avril 1961);

#### Genre religieux
- Mission au Kiang-Si, scénario de Denis Pasquier, imagé par Pierdec, du 29 janvier 1950 au 24 septembre 1950, no 165 à 199;
- La vie de Jésus, mise en images par Loÿs Pétillot, d'après le scénario d'André Sève : du 15 mars 1953 au 17 avril 1955, no 328 à 437;
- Lourdes, récit des apparitions de la Vierge Marie à Bernadette Soubirous, mis en images par Loÿs Pétillot : du 2 mars 1958 au 6 juillet 1958, no 88 à 106;
- Prisonnier en Sibérie, texte de Claude Marin, dessins de J. Ribera : du 16 avril 1961 au 28 mai 1961, no 1 à 7;

#### Genre western
- Le totem du « Vieux-Cerf », (une aventure de Paulo), par Gervy le dessinateur de Pat'Apouf) : du 27 décembre 1936 au 28 novembre 1937, no 52 à 100; Les prodigieux exploits de Paulo : du 12 décembre 1937 au 2 juillet 1939, no 102 à 183; Paulo au Far-West : du 22 octobre 1939 au 28 janvier 1940, no 199 à 213 (Bayard, dans le no 215, s'excuse d'interrompre l'épisode faute de ne plus recevoir de planche "notre collaborateur est actuellement aux armées... c'est la guerre.");
- L'hacienda rouge, par Roland Forgues : du 5 octobre 1947 au 4 avril 1948, no 44 à 70;
- Le trésor du vieil indien : du 5 octobre 1947 au 7 décembre 1947, no 44 à 53;
- Begui Zabala, par Gral : du 16 janvier 1949 au 20 février 1949, no 111 à 116;
- Le bourgeois téméraire, récit illustré tiré d'un film A.I.C. : du 27 novembre 1949 au 30 avril 1950, no 156 à 178;
- Le cavalier manchot, scénario d'Essel, imagé par Brada : du 30 avril 1950 au 5 novembre 1950, no 178 à 205;
- Faucon noir, une aventure au pays des Indiens Comanches, de Michel Bernard, illustré par Pierre Forget : du 17 août 1952 au 8 mars 1953, no 298 à 327;
- Alain au Far West, par Gervy : du 11 janvier 1953 au 22 janvier 1956, no 319 à 477;
- Hiawatha, une histoire de Jean-Simon Rutalais, aventure chez les indiens Delawares et les Ojibway, tribus rivales, avec pour héros les deux amis Washa (un Delaware) et Hiawatha (un Ojibway), et Mac Roy un vieux trappeur : du 17 octobre 1954 au 20 mars 1955, no 411 à 433;
- Hiawatha II, une histoire de Jean-Simon Rutalais, illustrée par Alain d'Orange, aventure chez les indiens Corbeaux avec pour héros les deux amis Takonagu et Païota : du 1er janvier 1956 au 24 juin 1956, no 474 à 499;
- les aventures, genre western, de Bill Jourdan, de Jean Acquaviva, illustrées par Loÿs Pétillot : Le carnet noir : du 1er juillet 1956 au 21 juillet 1957, no 1 à 56; Tombstone : du 28 juillet 1957 au 17 août 1958, no 57 à 112; La mission de Vapahana : du 4 janvier 1959 au 17 janvier 1960, no 132 à 186; L'Or de Bonanza-City : du 31 janvier 1960 au 11 septembre 1960, no 188 à 220; Le désert de la mort : du 18 septembre 1960 au 30 avril 1961, no 221 à no 3 (no 3 de la série débutant le 16 avril 1961);
- Les flèches rouges, une grande aventure indienne adaptée par Jean-Simon Rutalais : du 13 octobre 1957 au 6 avril 1958, no 68 à 93;
- Tecumseh, la prodigieuse histoire du grand chef Shawnee qui lutta pour réaliser l'union de tous les peuples indiens réalisée par C. Onesti & adaptée par Jean-Simon Rutalais : du 2 août 1959 au 31 janvier 1960, no 162 à 188;

#### Autres
- Les Aventures de Marmousse et de Taxi, par Yves Péron : du 12 janvier 1936 au 25 juin 1939, no 2 à 182;
- Les Exploits de Doudou, par Mosdyc : histoires dessinées sans suite, du 20 septembre 1936 au 29 novembre 1936, no 38 à 48, et no 52 du 27 décembre 1936, no 58 du 7 février 1937, no 138 du 21 août 1938;
- Goupil, par Colette Pattinger : histoires dessinées sans suite, notamment dans les no 68 du 18 avril 1937, no 69 du 25 avril 1937, no 78 du 27 juin 1937, no 85 du 15 août 1937, no 86 du 22 août 1937, no 90 du 19 septembre 1937, no 93 du 10 octobre 1937, no 116 du 20 mars 1938, no 117 du 27 mars 1938, no 124 du 15 mai 1938, no 130 du 26 juin 1938, no 132 du 10 juillet 1938, no 139 du 28 août 1938, no 140 du 4 septembre 1938, no 144 du 2 octobre 1938, no 155 du 18 décembre 1938, no 163 du 12 février 1939, no 167 du 12 mars 1939, no 189 du 13 août 1939, no 211 du 14 janvier 1940, no 219 du 10 mars 1940 (liste non exhaustive);
- Les Trois Petits Lapins, par Arsène Brivot : histoires dessinées sans suite, paraissant irrégulièrement, mettant en scène Zip, Zap et Zoup, notamment dans les no 59 du 14 février 1937, no 66 du 4 avril 1937, no 72 du 16 mai 1937, no 80 du 11 juillet 1937, no 83 du 1er août 1937, no 89 du 12 septembre 1937, no 92 du 3 octobre 1937, no 94 du 17 octobre 1937, no 101 du 5 décembre 1937, no 106 du 9 janvier 1938, no 110 du 6 février 1938, no 111 du 13 février 1938, no 114 du 6 mars 1938, no 127 du 5 juin 1938, no 129 du 19 juin 1938, no 135 du 31 juillet 1938, no 137 du 14 août 1938, no 141 du 11 septembre 1938, no 146 du 16 octobre 1938, no 153 du 4 décembre 1938, no 159 du 15 janvier 1939, no 168 du 19 mars 1939, no 176 du 14 mai 1939, no 179 du 4 juin 1939, no 183 du 2 juillet 1939; no 202 du 12 novembre 1939; no 216 du 18 février 1940, no 227 du 5 mai 1940 (liste non exhaustive);
- Friquet l'intrépide, du 27 août 1939 au 2 juin 1940, no 191 à 231;
- Les Astuces de Corentin et Polyte, par Mixi : du 3 mars 1940 au 31 mars 1940, no 218 à 222;
- Flic et Flac dans la tourmente, par Arsène Brivot : du 7 avril 1940 au ?, no 223 au ? (l'histoire existe dans le no 232 du 9 juin 1940 sans que l'on sache si elle se poursuit encore dans les no 233 et no 234);
- Les extraordinaires aventures de Jasmin, Sergent du guet, par J. Troc : du 8 décembre 1946 au 15 juin 1947, no 1 à 28;
- Les Malheurs de Messaoud, par Map : du 26 janvier 1947 au 16 février 1947, no 8 à 11; Les nouvelles aventures de Messaoud : du 3 août 1947 au 21 septembre 1947, no 35 à 42;
- Qu'est-ce qu'ils peuvent bien nous dire ?, par Tristan Bernard (Contes de Pantruche et d'ailleurs) : du 23 février 1947 au 23 mars 1947, no 12 à 16;
- Papus le marin, raconté et imagé par Gaston Jacquement : du 30 mars 1947 au 15 août 1948, no 17 à 89; Papus en Amérique, du 2 octobre 1949 au 26 février 1950, no 148 à 169; Papus détective, du 1er octobre 1950 au 6 mai 1951, no 200 à 231;
- Fanfaron chez les brigands, par Daniel Cauchy : du 30 mars 1947 au 4 mai 1947, no 17 à 22;
- L'Antre aux serpents, par Jean Typhagne : du 22 juin 1947 au 5 octobre 1947, no 29 à 44;
- Aventure au Tibet : du 12 octobre 1947 au 2 mai 1948, no 45 à 74;
- Le Château enchanté, par Luro : du 11 avril 1948 au 5 septembre 1948, no 71 à 92;
- Rob cherche un logement, texte d'Ussel, imagé par Gaston Jacquement : du 22 août 1948 au 3 avril 1949, no 90 à 122;
- Globe-Trotter malgré lui : du 12 septembre 1948 au 10 avril 1949, no 93 à 123 ;
- Prisonniers des Patagons, d'Henry Lecerf, imagé par Gaston Jacquement : du 2 janvier 1949 au 22 janvier 1950, no 109 à 164;
- Cri-Cri, du 17 avril 1949 au 2 octobre 1949, no 124 à 148;
- Boitaclou  au tour de France, scénario d'Essel, imagé par Luro : du 5 mars 1950 au 24 septembre 1950, no 170 à 199; Boitaclou et son ami Titou : du 7 octobre 1951 au 4 mai 1952, no 253 à 283;
- L'Honneur des Mac Ochill, drame écossais raconté par Tony Verdon, imagé par Perrin-Houdon : du 1er octobre 1950 au 7 janvier 1951, no 200 à 214;
- Les Sœurs casse-cou, d'après le film de la 20th Century Fox (scénario d'Oscar Millard et Sally Benson), raconté par Saint-Alban, imagé par Kalomi : du 27 mai 1951 au 16 septembre 1951, no 234 à 250;
- Quand les vautours ne volent plus, un film (Gaumont-Distribution) raconté par Jean Forez, illustré par Pierdec : du 4 janvier 1953 au 2 août 1953, no 318 à 348;
- Julien chez les chauves-souris, texte et dessins de Hi Ta : du 24 janvier 1954 au 14 mars 1954, no 373 à 380;
- Willy fait du cheval, dessins de RalPh : du 6 juin 1954 au 26 décembre 1954, no 392 à 421;
- Goéland rouge, adaptation de Jean-Simon Rutalais : du 27 mars 1955 au 17 juillet 1955, no 434 à 450;
- Le Trésor de Kon-Tiki, adaptation de Jean-Simon Rutalais : du 24 juillet 1955 au 25 décembre 1955, no 451 à 473;
- Les Prospecteurs du Xingu, scénario de Tony Diaz, illustré par Pierdec : du 30 octobre 1955 au 17 juin 1956, no 465 au 498;
- Ivan des Valdaï, scénario de Jean Acquaviva (de son vrai nom Antoine Graziani), d'après le roman de R. Hédoin, illustré par Loÿs Pétillot : du 1er janvier 1956 au 24 juin 1956, no 474 au 499;
- Yannick aux sports d'hiver, du 12 février 1956 au 27 mai 1956, no 480 à 495;
- Babifer, illustré par Ber : du 1er juillet 1956 au 2 décembre 1956, no 1 à 23; Babifer au cirque, du 24 février 1957 au 1er septembre 1957, no 35 à 62; Babifer automobiliste, du 8 septembre 1957 au 24 novembre 1957, no 63 à 74; Babifer en Amérique du 15 décembre 1957 au 27 avril 1958, no 77 à 96 ; Babifer dans la lune du 13 juillet 1958 au 23 novembre 1958, no 107 à 126; Babifer à la caserne du 26 avril 1959 au 14 juin 1959, no 148 à 155 ; Babifer et son lion, du 23 août 1959 au 11 octobre 1959, no 165 à 172 ;
- Les Sept Samouraï, le film d'Akira Kurosawa raconté par Pierre Mérou, illustré par Pierre Forget : du 1er juillet 1956 au 17 mars 1957, no 1 à 38;
- Le Barrage, scénario de Jacques Petit-Duc, illustré par Julio Ribera : du 1er juillet 1956 au 11 novembre 1956, no 1 à 20;
- Mic et Mac, de Jacques Petit-Duc, imagé par Pierre Forget : 1er épisode du 20 janvier 1957 au 14 juillet 1957, no 30 à 55; 2e épisode du 13 octobre 1957 au 8 juin 1958, no 68 à 102; 3e épisode du 25 septembre 1960 au 28 mai 1961, no 222 à 7 (no 7 de la série débutant le 16 avril 1961); 4e épisode du 8 octobre 1961 au 14 janvier 1962, no 26 à 40 (la suite fut publiée dans le journal Bernadette : du 21 janvier 1962 au 17 juin 1962, no 41 à 62);
- Les Aventures de Procopio, bande réalisée par Lino, adaptée par Pierre Mérou : du 22 février 1959 au 9 août 1959, no 139 à 163; Les Aventures de Procopio - Procopio, le dernier des Mohicans : du 25 octobre 1959 au 13 mars 1960, no 174 à 194; Les Aventures de Procopio - Procopio, le Mousquetaire : du 27 mars 1960 au 5 juin 1960, no 196 à 206; Les Aventures de Procopio - Procopio au Far West : du 19 juin 1960 au 9 octobre 1960, no 208 à 224; Les Aventures de Procopio - Procopio XII et les Jeux Olympiques : du 12 mars 1961 au 9 avril 1961, no 246 à 250; Les Aventures de Procopio - Procopio à Luna Park : du 10 septembre 1961 au 22 octobre 1961, no 22 à 28; Procopio « Pieds plats », du 29 octobre 1961 au 14 janvier 1962, no 29 à 40;
- Lolo et Mandoline, dessins de J. Ribera : du 4 octobre 1959 au 26 juin 1960, no 171 au 209; Lolo et l'Arensaure, : du 10 juillet 1960 au 12 mars 1961, no 211 à 246;
- Les aventures de Marcus La cagoule du Balafré, par de Pin et Triga : du 6 septembre 1959 au 16 octobre 1960, no 167 à 225;
- Bob Morane et l'oiseau de feu, texte de Henri Vernes, dessins de Dino Attanasio : du 14 août 1960 au 5 mars 1961, no 216 à 245;
- Victoire à Veracruz, une aventure de Pascal et Michèle Montfort, scénario de Jean Acquaviva, dessins de Loÿs Pétillot : du 30 octobre 1960 au 5 mars 1961, no 227 à 245 ; Le temple du Dieu Chauve-Souris : du 21 mai 1961 au 24 septembre 1961, no 6 à 24;
- Cyko et le talisman, texte et dessins de Pejy Fix : du 16 avril 1961 au 3 décembre 1961, no 1 à 34;
- Tit Jo et les compagnons de l'hémoglobine, scénario de Pierre Mérou, dessins de R. Monzon : du 16 avril 1961 au 1er octobre 1961, no 1 à 25;
- Aux portes de l'espace : du 16 avril 1961 au 14 mai 1961, no 1 à 5;
- Plein gaz, scénario de Ken Mennell, dessins de H. Johns, adaptation de J.-S. Rutalais : du 11 juin 1961 au 3 septembre 1961, no 9 à 21;
- La Route aux aventures, texte de Claude Marin, dessins de J. Ribera : du 25 juin 1961 au 1er octobre 1961, no 11 à 25;
- Branle-bas chez les fadièze, scénario de J. Petit-Duc, dessins de R. Monzon : du 1er octobre 1961 au 14 janvier 1962, no 25 à 40;

### Histoires, récits illustrés
Divers récits et histoires méritent d'être mentionnés (liste non exhaustive) :
- L'histoire de Joseph, racontée par Georges Ramboux : du 29 novembre 1936 au 24 janvier 1937, no 48 à 56;
- Tack, Boby, Dadou & Flip, histoires dessinées sans suite, du 13 décembre 1936 au 28 mars 1937, no 50 à 65 (absente dans les no 62 et 63), le 2 mai 1937 - no 70, le 23 mai 1937 - no 73, le 30 mai 1937 - no 74;
- La vie de Bertrand Du Guesclin, racontée par Georges Ramboux : du 31 janvier 1937 au 14 mars 1937, no 57 à 63;
- Moïse, le guide du peuple de Dieu, récit de Georges Ramboux : du 21 mars 1937 au 2 mai 1937, no 64 à 70;
- Le saint roi David, récit de Georges Ramboux : du 20 juin 1937 au 8 août 1937, no 77 à 84;
- Godefroi de Bouillon, roi de Jérusalem, récit de Georges Ramboux : du 15 août 1937 au 14 novembre 1937, no 85 à 98 ;
- Le Roi de la Cordillère, récit de Roger Courteville : du 28 novembre 1937 au 5 février 1939, no 100 à 162;
- Roland, chanson de geste célébrant le courage des Preux, texte adapté par Ph. de Beaufremont et illustré par J. Foucher de Brandois : du 8 décembre 1946 au 9 mars 1947, no 1 à 14 ;
- Evasions, par Georges Paillard : du 8 décembre 1946 au 21 septembre 1947, no 1 à 42;
- Guy, chef de bande, texte et illustrations d'Antoine Oudivel : du 14 décembre 1947 au 11 avril 1948, no 54 à 71 ;
- Bayard, cette vie de Bayard a été écrite par Philippe de Beaufremont (d'après le Loyal Serviteur et des livres de Ohampier, Henry Bordeaux, Guy Chastel, Ohabrol, Franc-Nohain, Louis Battilol, et a été imagée par Foucher de Brandois : du 11 janvier 1948 au 28 novembre 1948, no 58 à 104;
- Fidji-Tonga, de Patrice Buet, illustré par Perrin-Houdon : du 18 avril 1948 au 16 janvier 1949, no 72 à 111;
- L'enfant de Riese, une vie de Pie X, par M.-L. Wilhelm : du 11 juillet 1948 au 9 janvier 1949, no 84 à 110;
- Polyeucte, tragédie de Pierre Corneille, adaptée par Philippe de Beaufremont, illustrée par Foucher de Brandois : du 5 décembre 1948 au 23 janvier 1949, no 105 à 112;
- Le Bourgeois gentilhomme, comédie-ballet de Molière (texte original un peu raccourci et très légèrement adapté), illustrée par Foucher de Brandois : du 30 janvier 1949 au 24 avril 1949, no 113 à 125;
- Guillaume le Conquérant, sa vie racontée et illustrée par Aldérick : du 13 mars 1949 au 29 mai 1949, no 119 à 130;
- Andromaque, tragédie de Racine, adaptée par Patrice Buet, illustrée par Foucher de Brandois : du 22 mai 1949 au 3 juillet 1949, no 129 à 135;
- Deux hommes au Tonkin, par Guy Chastel : du 5 juin 1949 au 11 septembre 1949, no 131 à 145;
- Les Troubadours de Saint-Damien, une histoire de jeunes garçons de Saint-Damien-sur-Flouet, signée Grand'Mère : du 11 septembre 1949 au 27 novembre 1949, no 145 à 156;
- Chopin, sa vie racontée par Patrice Buet : du 18 septembre 1949 au, no 146 à
- Ronan, tête de granit, texte de Naïc Kéloch, illustré par Perrin-Houdon : du 16 octobre 1949 au 30 avril 1950, no 150 à 178;
- Marinelli, par Franc Jeu : du 13 novembre 1949 au 27 novembre 1949, no 154 à 156;
- Du Guesclin, récit de Claude Marin, illustré par A. Patte : du 8 janvier 1950 au 18 juin 1950, no 162 à 185;
- La longue course, un roman sportif de Norbert Casteret, illustré par M. de la Pintière : du 30 avril 1950 au 3 juin 1951, no 178 à 235;
- L'homme aux 113 victoires, une vie de Marcel Cerdan, illustrée par Loÿs : du 14 mai 1950 au 4 juin 1950, no 180 à 183;
- Le Campionissimo, une vie de Fausto Coppi, racontée par Ludovic, illustrée par Loÿs : du 25 juin 1950 au 23 juillet 1950, no 186 à 190;
- Le lion des Cévennes, une vie d'Emmanuel d'Alzon racontée par M.-P. Sève, imagée par Loÿs : du 2 juillet 1950 au 7 janvier 1951, no 187 à 214;
- L'homme qui a inventé les Scouts, une vie de Baden-Powell, texte et dessins de Hita : du 30 juillet 1950 au 1er octobre 1950, no 191 à 200;
- Georges Vallerey, sa vie racontée par Ludovic, illustrée par Loÿs : du 1er octobre 1950 au 22 octobre 1950, no 200 à 203;
- Louis Pasteur, sa vie racontée par Claude Pasteur, illustrée par Gaston Jacquement : du 8 octobre 1950 au 11 février 1951, no 201 à 219;
- Louison Bobet, sa vie racontée par Ludovic, illustrée par Loÿs : du 3 décembre 1950 au 7 janvier 1951, no 209 à 214;
- L'homme qui savait tout, une vie de Leonard de Vinci, texte de Claude Marin, illustrée par Loÿs : du 18 février 1951 au 24 juin 1951, no 220 à 238;
- Hi-Ta « le vagabond », la propre vie de Hita racontée par lui-même : du 18 février 1951 au 6 mai 1951, no 220 à 231;
- Marcel Hansenne, sa vie racontée par Ludovic, illustrée par Loÿs : du 4 mars 1951 au 22 avril 1951, no 222 à 229;
- La ligne Capricorne, texte et dessins de Paul Astruc : du 10 juin 1951 au 21 octobre 1951, no 236 à 255;
- Roger Courtois, sa vie racontée par Ludovic, illustrée par Loÿs : du 10 juin 1951 au 8 juillet 1951, no 236 à 240;
- J.-S. Bach, sa vie racontée par Patrice Buet, illustrée par Ebener : du 29 juillet 1951 au 9 septembre 1951, no 243 à 249;
- Jean Prat, sa vie racontée par Alain, illustrée par Loÿs : du 7 octobre 1951 au 28 octobre 1951, no 253 à 256;
- Le sage de la Grande Armée, une vie du général Drouot, racontée par Erol, imagée par Patte : du 7 octobre 1951 au 3 février 1952, no 253 à 270;
- Grenouille de la première des Halles, de Jean-Louis Foncine, illustré par Pierre Forget : du 28 octobre 1951 au 16 décembre 1951, no 256 à 263; Grenouille en Bretagne : 30 décembre 1951 au 3 août 1952, no 265 à 296;
- Jean Borotra, sa vie racontée par Alain, illustrée par Loÿs : du 25 novembre 1951 au 20 janvier 1952, no 260 à 268;
- L'homme à l'aimant, une vie de André-Marie Ampère, illustrée par Perrin-Houdon : du 17 février 1952 au 1er juin 1952, no 272 à 287;
- De Lattre, Maréchal de France, texte de Guy Sénart, illustré par Alamassé : du 6 avril 1952 au 21 septembre 1952, no 279 à 303;
- 500 kilomètres à pied !, l'histoire vécue par 60 Bayards d'Andlau (Alsace) qui ont fait le pari de rallier Rome via la Suisse, racontée par l'un d'entre eux (avec l'aide de tous): du 27 avril 1952 au 1er juin 1952, no 282 à 287;
- Hugo Koblet, sa vie racontée par Alain, illustrée par Loÿs : du 27 avril 1952 au 25 mai 1952, no 282 à 286;
- Jean Boiteux, sa vie racontée par Alain, illustrée par Loÿs : du 7 septembre 1952 au 5 octobre 1952, no 301 à 305;
- Un martyr de Corée, texte de Claude Marin, imagé par Pierdec : du 24 janvier 1954 au 17 octobre 1954, no 373 à 411;
- Puig-Aubert, sa vie racontée par Pascal, illustrée par Loÿs : du 20 juin 1954 au 8 août 1954, no 394 à 401;
- Rozanoff, sa vie racontée par Philippe, illustrée par Loÿs : du 3 octobre 1954 au 12 décembre 1954, no 409 à 419;
- Chrétiens du Viet-Nam, récit de Tô Thi Diên, illustré par Pierre Forget : du 22 janvier 1956 au 10 juin 1956, no 477 au 497;
- Histoire sainte, récit de l'abbé Dheilly, imagé par de Luca : du 1er juillet 1956 au 10 janvier 1960, no 1 à 185;
- Baldur, texte de Jean d'Izieu, imagé par Pierre Forget (récit paru dans la collection « Prince Eric » (Alsatia)) : du 15 juin 1958 au 30 novembre 1958, no 103 à 127;

### Histoires, récits peu illustrés
Divers récits et histoires méritent d'être mentionnés (liste non exhaustive)
- Dialo guide des Mages, par René Duverne, imagé par R. de La Négière : du 5 janvier 1936 au 19 janvier 1936, no 1 à 3;
- Hors du gouffre, par Max Colomban : du 5 janvier 1936 au 27 décembre 1936, no 1 à 52;
- Le fils de l'aviateur, par Myriam Catalany : du 12 janvier 1936 au 27 septembre 1936, no 2 à 39;
- Les martyrs de l'Ouganda, par Robert Vallery-Radot : du 19 juillet 1936 au 16 août 1936, no 29 à 33;
- Bois d'ébène, par Jean de Loussot : du 4 octobre 1936 au 4 juillet 1937, no 40 à 79;
- L'Auberge du Carrefour, par Jean Rosmer : du 6 décembre 1936 au 30 janvier 1938, no 49 à 109;
- Vers les sources de l'Amazone, par Roger Courteville : du 28 février 1937 au 13 février 1938, no 61 à 111;
- Yug en terres inconnues, par Guy de Larigaudie : du 6 juin 1937 au 26 septembre 1937, no 75 à 91;
- Le mystère de la hutte, par D.-H. Coucy : du 3 octobre 1937 au 28 novembre 1937, no 92 à 100;
- Le cirque Miami, par Paul Semlo : du 28 novembre 1937 au 18 septembre 1938, no 100 à 142;
- Le secret de l'Ile-Verte, par Asy : du 6 février 1938 au ?, no 110 à ? - il se poursuit (et ne finit pas) dans le no 232 du 9 juin 1940) - (fin dans le no 233 ou no 234 ?);
- Antoine Bourriche dit Brise-Baraque, le soldat du vieux temps, par Jean Drault : du 7 août 1938 au 27 novembre 1938, no 136 à 152;
- Sans peur, émouvante histoire du page du Chevalier Bayard, récit de Jean Rosmer : du 30 octobre 1938 au 6 août 1939, no 148 à 188;
- Les Chevaliers de Clairval, par S. Dollé, illustré par Jean de Notre Dame : du 12 février 1939 au ?, no 163 à ? (planche no 67 - Près de Notre-Dame de la Salette, dans le no 232 du 9 juin 1940 (fin du récit : no 232 ou no 233 ou no 234);
- L'énigme de Ker-Arec, par Joseph-Louis Sanciaume : du 13 août 1939 au 18 février 1940, no 189 à 216;
- La maison truquée, par Jean Rosmer : du 3 mars 1940 au ?, no 218 à ? (il se poursuit (et ne finit pas) dans le no 232 du 9 juin 1940) - (fin dans le no 233 ou no 234 ?);
- André et Nicole, par André Divajeu : du 8 décembre 1946 au 22 février 1948, no 1 à 64;
- Trois garçons de France, par Paul Fauvernay : du 8 décembre 1946 au 13 juillet 1947, no 1 à 32;
- De la Savoie aux sources du Nil, par Pierre Lescheraines : du 8 décembre 1946 au 29 décembre 1947, no 1 à 4;
- Marco Polo, par Pierre Lescheraines : du 5 janvier 1947 au 9 février 1947, no 5 à 10;
- Eugène Conort, par Saint-Alban : du 16 février 1947 au 9 mars 1947, no 11 à 14;
- Histoire de la vieille qui graissa la patte au Chevalier, fabliau du Moyen Âge, texte adapté par Ph. de Beaufremont et illustré par J. Foucher de Brandois : du 16 mars 1947 au 13 avril 1947, no 15 à 19;
- Magellan, par Tony Verdon : du 16 mars 1947 au 8 juin 1947, no 15 à 27;
- Le Chevalier au lion, divers romans épiques du Moyen Âge avec leur merveilleux féerique et leur amour courtois, texte de Ph. de Beaufremont et illustré par J. Foucher de Brandois : du 20 avril 1947 au 5 octobre 1947, no 20 à 44;
- Guy, main rouge, histoire chevaleresque en 1365, par Charles Buet, illustrée par Jean : du 20 juillet 1947 au 2 novembre 1947, no 33 à 48;
- Olivier de Serres, agronome, père de l'agriculture française, par Tony Verdon : du 15 juin 1947 au 10 août 1947, no 28 à 36;
- Au pays des grands lacs, une vie de Siméon Lourdel, Père Blanc, par Marc Hédou : du 17 août 1947 au 26 octobre 1947, no 37 à 47;
- Gargantua et Pantagruel, texte de Ph. de Beaufremont et illustré par J. Foucher de Brandois : du 12 octobre 1947 au 5 octobre 1947, no 45 à 44;
- La Chevalerie, par Patrice Buet : le 12 octobre 1947, no 45; puis Bayards... voici la Chevalerie : du 7 décembre 1947 au 14 décembre 1947, no 53 et 54 & du 11 janvier 1948 au 18 janvier 1948, no 58 et 59;
- Albert de Cuverville, marin et aviateur français, par Tony Verdon : du 2 novembre 1947 au 23 novembre 1947, no 48 à 51;
- La caravane bédouine, texte de L. de Romane, illustré par Perrin-Houdon : du 9 novembre 1947 au 15 février 1948, no 49 à 63;
- Mille lieues sur le Mississippi, par Patrice Buet : du 30 novembre 1947 au 21 mars 1948, no 52 à 68;
- Au grand Nord, par Magdeleine Popelin : du 22 février 1948 au 30 janvier 1949, no 64 à 113;
- Le Trèfle d'Irlande, par F. de Réjalot : du 21 mars 1948 au 28 novembre 1948, no 68 à 104;
- Winston Churchill, par F. Coulom : du 4 avril 1948 au 30 mai 1948, no 70 à 78;
- Guynemer, par Pierre Lescheraines : du 6 juin 1948 au 4 juillet 1948, no 79 à 83;
- Hilaire, par Paul Fauvernay : du 5 décembre 1948 au 22 janvier 1950, no 105 à 164;
- Champollion le jeune, par Pierre Lescheraines : du 16 janvier 1949 au 6 mars 1949, no 111 à 118;
- Un drame au Sahara, par Edmond Romazières : du 6 février 1949 au 7 août 1949, no 114 à 140;
- Justice sur le Rhône, texte de F. de Réjalot, illustré par Aldérick : du 21 août 1949 au 30 octobre 1949, no 142 à 152;
- Lyautey, par A. Cossard : du 23 octobre 1949 au 1er janvier 1950, no 151 à 161;
- Aventure au parc Albert, par Edmond Romazières : du 13 novembre 1949 au 2 avril 1950, no 154 à 174;
- Cinéaste-amateur, texte et photos de Lucien Le Chevalier : du 29 janvier 1950 au 14 janvier 1951, no 165 à 215;
- Les marchands de l'eau, texte de Patrice Buet, illustré par Aldérick du 16 avril 1950 au 25 juin 1950, no 176 à 186;
- L'espion de Trécas, texte de Claude Yvenne, illustré par A.-M. Ebener : du 2 juillet 1950 au 17 septembre 1950, no 187 à 198;
- Les Robinsons de Furfooz, par Edmond Romazières ; du 24 septembre 1950 au 20 mai 1951, no 199 à  233;
- Tout seuls, texte de Berthe Bernage, illustré par Kalomi : du 27 mai 1951 au 16 décembre 1951, no 234 à 263;
- Michou des gazelles, texte d'André Garbit, illustré par Pierre Joubert : du 3 juin 1951 au 23 septembre 1951, no 235 à 251;
- Destination : lune, raconté par Pierre Levasseur, d'après le film d'Irving Pichel, une production George Pal, distribué par A. G. D. C. (photos communiquées par la publicité Jean Laurence) : du 23 septembre 1951 au 16 mars 1952, no 251 à 276;
- Elle revivra !, roman de Claude Appell, illustré par A.-M. Ebener : du 23 mars 1952 au 3 août 1952, no 277 à 296;
- L'expédition du Kon-Tiki, récit de Thor Heyerdahl (texte intégral aux Éditions Albin Michel) : du 17 août 1952 au 8 mars 1953, no 298 à 327;
- Les hommes sans visage, texte et dessins de Hi-Ta : du 15 mars 1953 au 17 janvier 1954, no 328 à 372;

Le Père André Sève, rédacteur en chef, fut nommé en 1959 à la direction du mensuel Rallye Jeunesse; Bayard déclina rapidement, s'arrêtant définitivement début 1962.